# Botanophila deuterocerci
Botanophila deuterocerci är en tvåvingeart som beskrevs av Jin 1983. Botanophila deuterocerci ingår i släktet Botanophila och familjen blomsterflugor. Inga underarter finns listade i Catalogue of Life.